# Deutsches Wirtschaftsbüro Taipei
Das Deutsche Wirtschaftsbüro Taipei (DWB) (englisch German Trade Office Taipei, chinesisch 德國經濟辦事處) wurde 1981 als Delegation der deutschen Wirtschaft vom Deutschen Industrie- und Handelskammertag (DIHK) gegründet, um die wirtschaftlichen Beziehungen zwischen Deutschland und Taiwan zu fördern und die Interessen deutscher Unternehmen in Taiwan zu vertreten. Es ist die Bezeichnung für die Deutsch-Taiwanische Auslandshandelskammer.
Das DWB ist erster Ansprechpartner in Taiwan für deutsche Unternehmen, stellt Informationen zu Taiwan und Deutschland bereit, informiert über Investitionsmöglichkeiten in Deutschland und veranstaltet Seminare, Netzwerkveranstaltungen und Fachsymposien. Die Vertriebsgesellschaft des DWB, DEinternational Taiwan Ltd., organisiert Geschäftsdelegationen und Markterkundungsreisen, vertritt deutsche Messegesellschaften und bietet Unterstützung beim bilateralen Markteintritt sowie  Personalsuche, berufliche Fortbildungen, Office-in-Office und andere Dienstleistungen an.

## Organisation

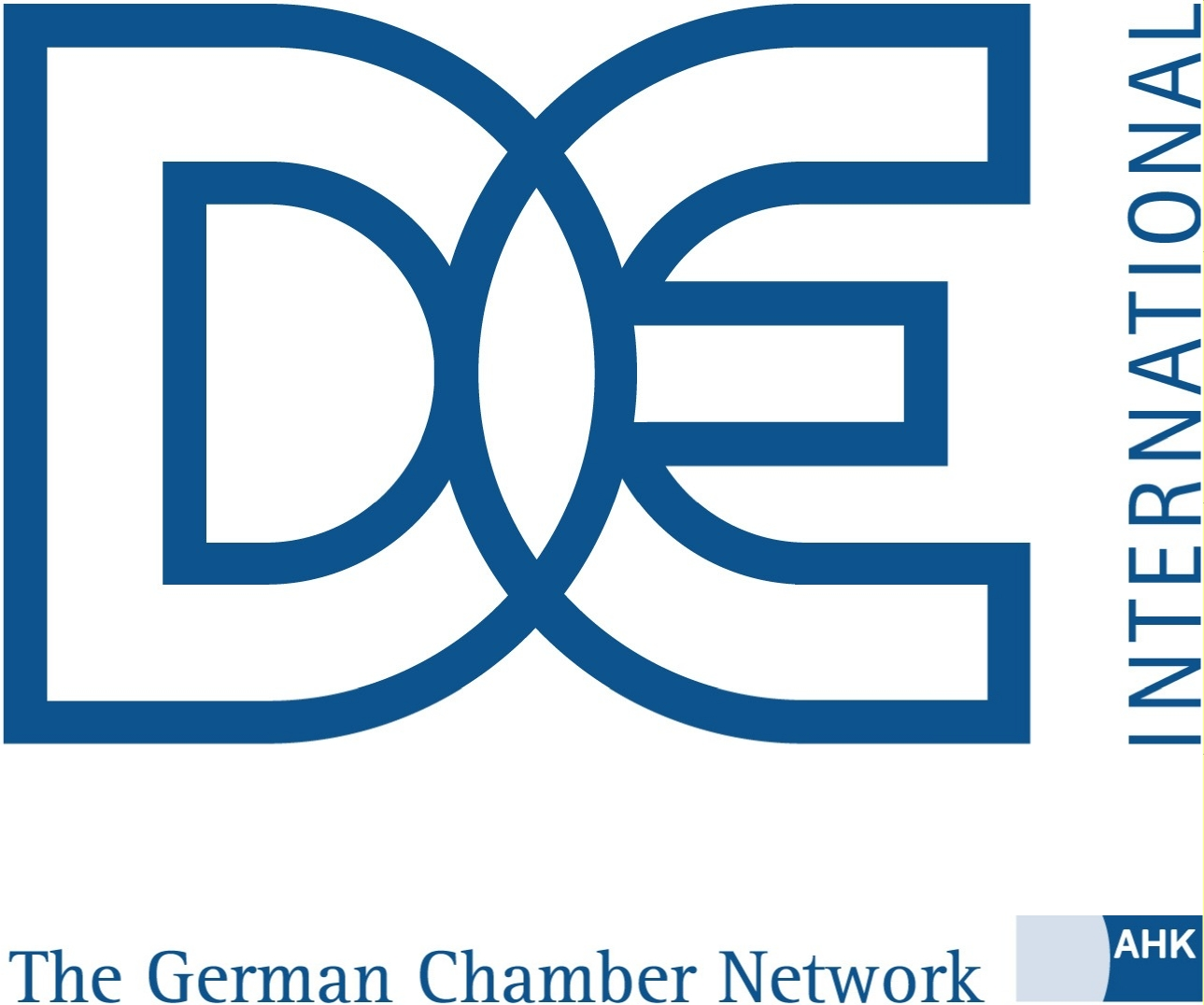
DEinternational

Das DWB ist eine nicht kommerzielle Interessenvertretung der deutschen Wirtschaft in Taiwan. Es ist der erste Ansprechpartner in Taiwan für deutsche Unternehmen, stellt Informationen zu Taiwan und Deutschland bereit, informiert über Investitionsmöglichkeiten in Deutschland und veranstaltet Seminare, Netzwerkveranstaltungen und Fachsymposien. Das DWB Taipei ist keine Mitgliederorganisation.

### DEinternational
DEinternational ist die Dienstleistungsmarke aller deutschen Auslandshandelskammern und bietet kommerzielle Dienstleistungen unter dem Dach der Auslandshandelskammern an.  DEinternational Taiwan Ltd. organisiert Geschäftsdelegationen und Markterkundungsreisen, vertritt deutsche Messegesellschaften und bietet Unterstützung beim bilateralen Markteintritt, berufliche Fortbildungen, Office-in-Office und andere Dienstleistungen an. DEinternational Taiwan Ltd. finanziert sich durch die angebotenen Dienstleistungen.

## Geschichte

### Gründung und erste Jahre
1981 erteilte das taiwanische Außenministerium die offizielle Genehmigung zur Gründung des DWB, woraufhin Peter Lemke seine Arbeit als erster Direktor des DWB in einem Zimmer des Grand Hotels begann. Bereits ein knappes Jahr später fand die erste Veranstaltung des DWB zu den Themen Technologietransfer und Patentrechte statt. 1986 expandierte das DWB und verließ damit das Grand Hotel, um in eine neue Unterkunft im Empire Building in der Song Jiang Street zu ziehen. Im selben Jahr besuchte die erste Delegation aus Hamburg Taiwan.
1988 fand das erste Deutsch-Taiwanische Joint Business Council statt. Während der einwöchigen Veranstaltung kamen rund 7.000 Fachbesucher auf die bis dahin größte Präsentation von 32 deutsche Unternehmen. 1989 zog das DWB in die Min Sheng East Road.

### Ab 1990
1990 fand die erste Unterzeichnung eines Joint Ventures zwischen einer taiwanischen Firma und einem ostdeutschen Unternehmen, der ersten Feier des DWB zum Tag der Deutschen Einheit, der ersten Konferenz in Taipei zu den neuen Bundesländern als Investitionsstandort und der ersten taiwanischen Delegation nach Deutschland, welche mit etwa 40 taiwanischen Unternehmensvertretern die neuen Bundesländer besuchte.
1991 übernahm das DWB die Vertretung der Messe Berlin. In den darauffolgenden Jahren kamen die Messe München, Messe Frankfurt, NürnbergMesse und schließlich Leipziger Messe hinzu.
In den nächsten Jahren bekam das DWB mehrmals hochkarätigen Besuch aus Deutschland, darunter u. a. Vizekanzler und Wirtschaftsminister Jürgen Möllemann, Bundeswirtschaftsminister Günter Rexrodt und Staatssekretär Werner Birner.

### 2000–2010
Seit der Einrichtung des Deutschen Instituts Taipei im Jahre 2000 als inoffizielle Auslandsvertretung in Taiwan nimmt dieses alle Rechts- und Konsularangelegenheiten wahr. Zuvor war die entsprechende Arbeitseinheit unter dem Dach des DWB untergebracht.
Gemeinsam mit dem taiwanischen Council of Labor Affairs gründete das DWB 2003 das „Tai-Ger Project“ für die Einführung der deutschen dualen Berufsausbildung, welches im Dezember 2010 erfolgreich abgeschlossen wurde. 2004 organisierte das DWB erstmals die Produktshow „GerMany Styles“ in Taipeh, Hsinchu, Tainan und Kaohsiung.
Im Jahr 2008 wurde erstmals der digitale Newsletter „Infobrief Taiwan“ auf Deutsch veröffentlicht; seither erscheint dieser wöchentlich.

### Seit 2010
2010 wurde zum ersten Mal der „InfoBrief Germany“ auf Chinesisch veröffentlicht, der seither einmal im Quartal erscheint. Im selben Jahr zog das DWB ein weiteres Mal um. Das aktuell genutzte Büro befindet sich im International Trade Building, im Zentrum von Taipeis Wirtschafts- und Finanzdistrikt.
Im Jahr 2011 feierte das DWB das 30-jährige Bestehen des Büros und die anhaltenden positiven Wirtschaftsbeziehungen zwischen Taiwan und Deutschland.

### Deutsche Vertreter besuchen das DWB Taipei
Über die Jahre wurde das DWB regelmäßig von hochkarätigen Vertretern der deutschen Wirtschaft besucht:

| Jahr des Besuchs | Name                                                | Funktion zum Zeitpunkt des Besuchs |
| ---------------- | --------------------------------------------------- | --- |
| 1992             | Jürgen Möllemann                                    | Vizekanzler und Wirtschaftsminister |
| 1994             | Günter Rexrodt                                      | Bundeswirtschaftsminister |
| 1995             | Werner Birner                                       | Staatssekretär im Bundeswirtschaftsministerium |
| 1997             | Günter Rexrodt                                      | Bundeswirtschaftsminister |
| 2006             | Bernd Pfaffenbach Michael Fuchs Heinrich von Pierer | Staatssekretär im Bundeswirtschaftsministerium Präsident des Taiwan-Ausschusses der deutschen Wirtschaft Aufsichtsratsvorsitzender der Siemens AG und Bundesbeauftragter für ausländische Investitionen |
| 2010             | Hans-Joachim Otto                                   | Staatssekretär im Bundeswirtschaftsministerium |
| 2011             | Hermann Otto Solms Hans-Joachim Otto                | Vizepräsident des deutschen Bundestags Staatssekretär im Bundeswirtschaftsministerium |
| 2013             | Stefan Kapferer                                     | Staatssekretär im Bundeswirtschaftsministerium |

## Publikationen

### InfoBrief Taiwan
Wöchentlicher Online-Newsletter auf Deutsch zu den wichtigsten Wirtschaftsentwicklungen in Taiwan.

### InfoBrief Germany
Quartalsweiser Online-Newsletter auf Chinesisch zu den wichtigsten Wirtschaftsentwicklungen Deutschlands.

### CompanyDirectory Taiwan
Seit 2009 im Zweijahresrhythmus veröffentlichtes Verzeichnis deutscher Firmen in Taiwan. Derzeit werden 250 deutsche Unternehmen in Taiwan gezählt (Stand Januar 2015).

### Business Focus Taiwan: Steuern in Taiwan
Guide für deutsche Unternehmen mit detaillierten Informationen über Steuern und damit verbundene Problemstellungen in Taiwan.

### Business Focus Taiwan: Unternehmensgründung
Informationen über das taiwanische Unternehmensgesetz und Bestimmungen zur Unternehmensgründung in Taiwan.